# Pseudorhacochelifer coiffaiti
Pseudorhacochelifer coiffaiti är en spindeldjursart som först beskrevs av Max Vachon 1961.  Pseudorhacochelifer coiffaiti ingår i släktet Pseudorhacochelifer och familjen tvåögonklokrypare. Inga underarter finns listade i Catalogue of Life.